# قلعة فصوعة
قلعة فصوعة هي إحدى الحصون العثمانية المبنية في القرن الثامن عشر في محافظة معان، الأردن والتي تقع على بعد 2 كيلومتر غرب محطة فصوعة على خط حديد الحجاز.

## تاريخ
حتى منتصف القرن الثامن عشر، لم يُذكر أي حصن في فصوعة. تم الإشارة لأول مرة إلى الحصن في 1779 من قبل محمد أديب، الذي لاحظ أن الحصن والنافورة قد بناهما عثمان باشا. في عام 1825، زار مفتش تابع لمحمد علي باشا الحصن الذي سُمي "قلعة القصبة" وأشار إلى حالته المدمرة ووجود خزَّانين للمياه. في 1910، زار الويس موسيل الموقع ووصفه بأنه حصن مدمَّر.

## البناء
يتميز الحصن بتصميمه المربع وبرج إشارات، بالإضافة إلى خزانات للمياه. البناء مصنوع من مزيج من الأحجار المختلفة مثل الحجر الرملي والصوان والبازلت. يحتوي الحصن على 14 نافذة وأبراج زاوية بارزة، ويقود المدخل المقوس إلى فناء مركزي يحتوي على بئر. يعتبر الموقع ذا أهمية خاصة كونه آخر نقطة مرتفعة قبل الهبوط إلى صحراء الجزيرة العربية.